# Глогово
Глогово је насељено мјесто у општини Грачац, југоисточна Лика, Република Хрватска.

## Географија
Глогово је удаљено око 13 км источно од Грачаца. Глогово се граничи са селима Велика Попина, Вучипоље, Кијани, Губавчево Поље и Дабашница. У Глогову се налазе извори пијаће воде Пиштељак, Трешња и Точак.

## Историја
У Глогову се налазила православна црква Јабланица највјероватније из грчког доба која се у 18. вијеку срушила, да би се од остатака те цркве код извора Трешња сазидала капела која је 1947. године срушена од стране комуниста. Од њеног камена саграђена је задружна штала чији остаци су и даље тамо. У кланцу Јадиковцу, између Глогова и Губавчева Поља, 1810. године одиграла се битка између Француза и Аустријанаца, у којој су Аустријанци однели побједу, један погинули француски капетан сахрањен је на Капетановом брду у Глогову које је по њему и добило име. Глогово се од распада Југославије до августа 1995. године налазило у Републици Српској Крајини.

## Становништво
Према попису становништва из 1991. године, насеље Глогово је имало 66 становника, међу којима је било 65 Срба и 1 Хрват. Према попису становништва из 2011. године, насеље Глогово је имало 11 становника, сви српске националности.
| Националност       | 1991. | 1981. | 1971. | 1961. |
| Срби               | 65    | 78    | 134   | 216   |
| Југословени        |       | 5     |       |       |
| Хрвати             | 1     |       |       |       |
| остали и непознато |       | 2     |       | 1     |
| Укупно             | 66    | 85    | 134   | 217   |

| Демографија | Демографија | Демографија |
| Година      | Становника  | Становника  |
| ----------- | ----------- | ----------- |
| 1961.       | 217         |             |
| 1971.       | 134         |             |
| 1981.       | 85          |             |
| 1991.       | 66          |             |
| 2001.       | 20          |             |
| 2011.       |             | 11          |

## Презимена у Глогову
- Јакшић
- Цвјетковић
- Сурла
- Гаћеша